# Демократическа партия на турците в Македония
Демократическата партия на турците в Македония (на македонска литературна норма: Демократска партија на турците на Македонија) е турска политическа партия в Северна Македония, основана през 1990 година. Неин председател е Бейджан Иляс.

## История
От 2002 до 2016 г. председател на партията е Кенан Хасип. На 19 декември 2016 г. за председател на ДПТМ е избран Бейджан Иляс.
На парламентарните избори през 2008 година партията е част от коалиция „За по-добра Македония“ в която получава 2 места в македонския парламент, на парламентарните избори през 2011 година като част от същата коалиция партията получава 1 място. До 2017 г. действува в рамките на коалицията около ВМРО-ДПМНЕ, излъчва 1 – 2 депутати в Събранието и участва в управлението.
В началото на 2018 г. ДПТМ прекратява съюза с ВМРО-ДПМНЕ, а нейният депутат Юсуф Хасани започва да гласува с управляващата коалиция около СДСМ и премиера Зоран Заев.